# ルドルフ・アウグスト (ブラウンシュヴァイク＝ヴォルフェンビュッテル公)
ルドルフ・アウグスト（Rudolf August, 1627年5月16日 - 1704年1月26日）は、ブラウンシュヴァイク＝リューネブルク公の1人で、ブラウンシュヴァイク＝ヴォルフェンビュッテル侯（在位：1666年 - 1704年）。アウグスト2世とその2番目の妻ドロテア・フォン・アンハルト＝ツェルプストの息子。1685年より、同母弟のアントン・ウルリヒを共同統治者とした。ブラウンシュヴァイク＝ベーヴェルン家の祖・フェルディナント・アルブレヒト1世は異母弟。
ルドルフ・アウグストは1650年、バルビ＝ミューリンゲン伯アルブレヒト・フリードリヒの娘クリスティーネ・エリーザベトと結婚したが、間に生まれた子供のうち成長したのは娘2人だけだった。
- ドロテア（1653年 - 1722年） - 1673年、シュレースヴィヒ＝ホルシュタイン＝ゾンダーブルク＝プレーン公ヨハン・アドルフと結婚
- クリスティーネ・ゾフィー（1654年 - 1695年） - 1681年、従弟のブラウンシュヴァイク＝ヴォルフェンビュッテル公アウグスト・ヴィルヘルムと結婚

| 爵位・家督         | 爵位・家督                                                     | 爵位・家督              |
| ------------------ | -------------------------------------------------------------- | ----------------------- |
| 先代 アウグスト2世 | ブラウンシュヴァイク＝ヴォルフェンビュッテル侯 1666年 - 1704年 | 次代 アントン・ウルリヒ |